# Wilhelm von Bodelschwingh
Wilhelm von Bodelschwingh (* 27. September 1869 in Dellwig; † 17. März 1921 in Bethel) war ein deutscher evangelischer Pfarrer.

## Familie
Wilhelm von Bodelschwingh gehörte dem Adelsgeschlecht Bodelschwingh an. Sein Vater war der Pastor und Leiter der von Bodelschwinghschen Anstalten Bethel, Friedrich von Bodelschwingh, ein Sohn des preußischen Innenministers Ernst von Bodelschwingh, seine Mutter war Ida von Bodelschwingh, eine Tochter des preußischen Finanzministers Carl von Bodelschwingh. Er hatte sieben Geschwister, von denen vier bereits vor seiner Geburt verstarben. Die jüngeren Brüder Gustav und Friedrich (Fritz) wurden ebenfalls Pastoren und arbeiteten in den Betheler Anstalten, ebenso wie die Schwester Frieda.
Bodelschwingh war seit 1897 mit Freiin Luise von Bodelschwingh, geborene von Ledebur, verheiratet. Später heirateten auch seine Brüder Schwestern seiner Frau: Gustav heiratete 1902 Adelheid von Ledebur, Friedrich 1911 Julia von Ledebur. Aus Wilhelms Ehe gingen zwei Töchter und zwei Söhne hervor: Elisabeth (1899–1911), Friedrich (1902–1977, Pastor und Nachfolger seines Großvaters und seines Onkels als Leiter der von Bodelschwinghschen Anstalten), Ernst (1906–1993, Landwirt und CDU-Politiker) und Margarete (1910–2007, verheiratete Stoevesandt-Herzog).

## Leben
Wilhelm von Bodelschwingh besuchte das Evangelisch Stiftische Gymnasium Gütersloh, wo er 1889 auch die Reifeprüfung ablegte. Er studierte an den Universitäten Basel, Halle und Greifswald. Nach einem Aufenthalt im Domkandidatenstift zu Berlin wurde er 1895 ordiniert. Seine erste Stelle hatte er in der deutschen Seemannsmission in Edinburgh, wurde aber 1898 von seinem Vater nach Bethel zurückgeholt und als Pfarrer an der dortigen Diakonissenanstalt Sarepta eingesetzt. Ab 1900 übernahm er schrittweise die Leitung der Anstalt. Seine Aufgabe erforderte u. a. viele lange Eisenbahnreisen durch ganz Deutschland, um die über 1000 Diakonissen Sareptas zu betreuen, die verstreut meist in Krankenhäusern arbeiteten. Wilhelm von Bodelschwingh starb überraschend am 17. März 1921 an einer schweren Lungenentzündung.